# Катастрофа Boeing 737 в Шэньчжэне
Катастрофа Boeing 737 в Шэньчжэне — авиационная катастрофа, произошедшая в четверг 8 мая 1997 года. Авиалайнер Boeing 737-31B авиакомпании China Southern Airlines выполнял внутренний рейс CZ3456 по маршруту Чунцин—Шэньчжэнь, но при посадке в пункте назначения во время грозы врезался в торец взлётной полосы и разрушился. Из находившихся на его борту 74 человек (65 пассажиров и 9 членов экипажа) погибли 35.

## Самолёт
Boeing 737-31B (регистрационный номер B-2925, заводской 27288, серийный 2577) был выпущен в 1994 году (первый полёт совершил 28 января). 25 февраля того же года был передан авиакомпании China Southern Airlines. Оснащён двумя турбовентиляторными двигателями CFM International CFM56-3B1. На день катастрофы налетал 8457 часов.

## Экипаж и пассажиры
Состав экипажа рейса CZ3456 был таким:
- Командир воздушного судна (КВС) — 45-летний Линь Юйгуй (англ. Lin Yougui, кит. 林友贵). Очень опытный пилот, налетал 12 738 часов, 3482 из них на Boeing 737.
- Второй пилот — 36-летний Кун Дэсинь (англ. Kong Dexin, кит. 孔德新). Очень опытный пилот, налетал 15 537 часов, 4158 из них на Boeing 737.

В кабине вместе с экипажем летел 48-летний пилот-наблюдатель Сяо Жун (англ. Xiao Rong, кит. 肖荣), налетавший 5179 часов, 123 из них на Boeing 737.
В салоне самолёта работали 6 бортпроводников.
| Гражданство          | Пассажиры | Экипаж | Всего |
| -------------------- | --------- | ------ | ----- |
| Китай                | 42        | 9      | 51    |
| Таиланд              | 21        | 0      | 21    |
| Китайская Республика | 1         | 0      | 1     |
| Гонконг              | 1         | 0      | 1     |
| Итого                | 65        | 9      | 74    |

## Хронология событий

### Катастрофа
Самолет заходил на посадку, но жёстко приземлился, от удара шины лопнули, и лайнер подпрыгнул, капитан кричал второму пилоту: ТЯГУ, УХОДИМ НА ВТОРОЙ КРУГ, самолет ушёл на второй круг, однако при повторном заходе на посадку лайнер сильно ударился об торец ВПП, разрушился и загорелся. Катастрофа произошла из-за того, что при первом ударе лайнер повредил гидравлические системы и частично потерял управление.